# Iepen Fryske Kampioenskippen Skûtsjesilen
De vereniging Iepen Fryske Kampioenskippen Skûtsjesilen (IFKS) is op 19 december 1981 opgericht door Chris (Kicky) van den Berg († 2015), Gerrit Roosjen († 1999) en Yde Schakel († 2020) in café De Hinde te Hindeloopen.

## Klassen
Van 1982-1984 werd er maar in één klasse gezeild waarin alle skûtsjes deelnamen. In 1985 kwam de B-klasse erbij. Ook het systeem van promotie/degradatie werd ingevoerd, de laatste drie deelnemers uit de A-klasse degraderen, de top drie van de B-klasse promoveren. In 1993 waren er te veel gegadigden voor deelname en een C-klasse werd aan de wedstrijden reeks toegevoegd. In 1995 werd er een speciale klasse voor de kleinere skûtsjes, meestal nog in de originele staat verkerend, ingevoerd. Dit zijn skûtsjes met een maximale lengte van 17,10 meter. Dit werd de kleine b-klasse genoemd en de C-klasse verviel weer. De winnaar van de kleine b-klasse verkreeg het recht om naar de A-klasse te promoveren. Peter de Koe († 2020) heeft in 1997 van dit recht gebruikgemaakt. In 1999 werd de kleine b-klasse omgedoopt tot de klasse a-klein. Tegelijkertijd werd de B-klasse opgedeeld in de B1-klasse en de B2-klasse. Hierdoor zouden nieuwe deelnemers aan de IFKS-reeks sneller kunnen promoveren naar de A-klasse dan wanneer weer een C-klasse zou worden ingevoerd. In 2002 werd de C-klasse weer ingevoerd. De vier klassen zijn sinds 2002: De A-klasse, de B-klasse, de C-klasse en de a-klein.
|          | 1982 | 1983 | 1984 | 1985 | 1986 | 1987 | 1988 | 1989 | 1990 | 1991 | 1992 | 1993 | 1994 | 1995 | 1996 | 1997 | 1998 | 1999   | 2000   | 2001   |
| -------- | ---- | ---- | ---- | ---- | ---- | ---- | ---- | ---- | ---- | ---- | ---- | ---- | ---- | ---- | ---- | ---- | ---- | ------ | ------ | ------ |
| A-klasse | 16   | 21   | 26   | 16   | 16   | 16   | 16   | 16   | 15   | 16   | 16   | 16   | 16   | 17   | 18   | 18   | 18   | 14     | 16     | 16     |
| B-klasse |      |      |      | 13   | 15   | 17   | 16   | 19   | 17   | 22   | 25   | 16   | 16   | 18   | 17   | 17   | 18   | 13 +13 | 14 +14 | 14 +14 |
| C-klasse |      |      |      |      |      |      |      |      |      |      |      | 14   | 13   |      |      |      |      |        |        |        |
| b-klein  |      |      |      |      |      |      |      |      |      |      |      |      |      | 12   | 11   | 11   | 13   |        |        |        |
| a-klein  |      |      |      |      |      |      |      |      |      |      |      |      |      |      |      |      |      | 13     | 13     | 18     |
| Totaal   | 16   | 21   | 26   | 29   | 31   | 33   | 32   | 35   | 32   | 38   | 41   | 46   | 45   | 47   | 46   | 46   | 49   | 53     | 57     | 62     |

|          | 2002 | 2003 | 2004 | 2005 | 2006 | 2007 | 2008 | 2009 | 2010 | 2011 | 2012 | 2013 | 2014 | 2015 | 2016 | 2017 | 2018 | 2019 | 2022 | 2023 | 2024 |
| -------- | ---- | ---- | ---- | ---- | ---- | ---- | ---- | ---- | ---- | ---- | ---- | ---- | ---- | ---- | ---- | ---- | ---- | ---- | ---- | ---- | ---- |
| A-klasse | 16   | 16   | 15   | 16   | 16   | 16   | 16   | 16   | 16   | 16   | 14   | 16   | 16   | 16   | 16   | 16   | 16   | 16   | 16   | 16   | 16   |
| B-klasse | 18   | 17   | 18   | 18   | 17   | 17   | 18   | 18   | 17   | 16   | 16   | 16   | 16   | 16   | 16   | 16   | 16   | 15   | 16   | 16   | 16   |
| C-klasse | 08   | 09   | 08   | 07   | 13   | 10   | 10   | 10   | 10   | 13   | 12   | 13   | 13   | 12   | 15   | 13   | 16   | 15   | 14   | 15   | 14   |
| a-klein  | 18   | 18   | 19   | 18   | 19   | 19   | 17   | 17   | 19   | 19   | 19   | 16   | 17   | 15   | 16   | 15   | 15   | 18   | 15   | 14   | 17   |
| Totaal   | 60   | 60   | 60   | 59   | 66   | 62   | 61   | 61   | 62   | 64   | 61   | 61   | 62   | 59   | 63   | 60   | 63   | 64   | 61   | 61   | 63   |

* In 2020 en 2021 vonden er geen kampioenschappen plaats als gevolg van de coronapandemie.

## Kampioenschap
De vereniging organiseert het kampioenschap dat gebaseerd is op het zeilen van zeven wedstrijden georganiseerd door zes plaatselijke commissies in de derde week van de bouwvakvakantie, aansluitend op de wedstrijdenreeks van de SKS. Tot en met 2017 was de zondag een rustdag, vanaf 2018 is deze dag een wedstrijddag. Woensdag is nu als rustdag aangewezen, indien noodzakelijk geldt hij als inhaaldag.
| Dag    | zaterdag    | zondag   | maandag | dinsdag | woensdag                                          | donderdag    | vrijdag | zaterdag |
| ------ | ----------- | -------- | ------- | ------- | ------------------------------------------------- | ------------ | ------- | -------- |
| Plaats | Hindeloopen | Stavoren | Heeg    | Sloten  | Rustdag (of inhaalwedstrijd(en) bij Echtenerbrug) | Echtenerbrug | Lemmer  | Lemmer   |

## IFKS-kampioenen A-klasse
| Schipper               | Aantal | Skûtsje                | Kampioen in                        |
| ---------------------- | ------ | ---------------------- | ---------------------------------- |
| Nico Hoek              | 2      | Lutgerdina Smeltekop   | 1982, 1983                         |
| Age Bandstra           | 4      | Hoop op Welvaart       | 1984, 1986, 1991, 1992             |
| Jan Bakker             | 1      | Hollandse Nieuwe       | 1985                               |
| André Hoek             | 1      | Oeral Thús             | 1987                               |
| Jan de Boer            | 1      | Twee Gebroeders        | 1988                               |
| Eldert Sietesz Meeter  | 2      | Vriendschap            | 1989, 1990                         |
| Sieb Meijer            | 5      | Jonge Jasper           | 1993, 1996, 1998, 1999, 2011       |
| Jitse Grondsma         | 2      | Woeste Oane            | 1994, 1995                         |
| Tony Brundel           | 6      | Lytse Lies             | 1997, 2005, 2006, 2008, 2012, 2015 |
| Jacob Huisman          | 2      | Ut 'e striid           | 2000, 2001                         |
| Eelke Dijkstra         | 2      | Oude Zeug              | 2002, 2003                         |
| Jeroen de Vos          | 2      | Eelkje II              | 2004, 2019                         |
| Walter de Vries        | 1      | Goede Verwachting      | 2007                               |
| Jelle Talsma           | 2      | De Jonge Jan           | 2009, 2014                         |
| Delmer Los             | 1      | Grutte Pier            | 2010                               |
| Sikke Heerschop        | 2      | Wylde Wytse Ingelskman | 2013 2023                          |
| Klaas Kuperus          | 1      | De Zes Gebroeders      | 2016                               |
| Merijn Olsthoorn       | 1      | Emanuel                | 2017                               |
| Geale Tadema           | 2      | It Doarp Eastermar     | 2018, 2025                         |
| Pieter-Jilles Tjoelker | 2      | Sterke Jerke           | 2022, 2024                         |